# Федулов, Николай Иванович
Николай Иванович Федулов — советский хозяйственный и политический деятель.

## Биография
Родился в 1916 году в . Член КПСС.
Окончил Саратовский плановый институт.
С 1939 года — начальник группы спецотдела по планированию материальных резервов завода № 292 города Саратова.
В 1950—1954 гг. — парторг ЦК ВКП(б), секретарь парткома Саратовского Государственного подшипникового завода № 2.
В 1954—1963 гг. — второй, первый секретарь Сталинского (с 1961 — Заводского) райкома КПСС города Саратова.
В 1963—1967 гг. — заведующий отделом партийных органов Саратовского обкома КПСС.
В 1967—1977 гг. — председатель Саратовского областного Совета профсоюзов.
Делегат XXIV съезда КПСС.
Умер в 1993 году в Саратове.

## Награды
- Орден Трудового Красного Знамени (трижды)
- Орден Знак Почёта (дважды)